# Doro Levi
Doro Levi (eigentlich Teodoro Levi, * 1. Juni 1898 in Triest; † 3. Juli 1991 in Rom) war ein italienischer Klassischer Archäologe.

## Leben
Doro Levi studierte an der Universität Florenz und wurde 1920 promoviert. Von 1921 bis 1926 war er Mitglied der Scuola Archeologica Italiana di Atene. 1926 wurde Levi Inspektor bei der Soprintendenza alle antichità d’Etruria in Florenz, 1935 deren Direktor. 1935 wurde er Professor für Klassische Archäologie an der Universität Cagliari und gleichzeitig Soprintendente von Sardinien. Auf Grund der italienischen Rassengesetze musste er als Jude emigrieren und verbrachte die Jahre 1938 bis 1945 als Mitglied des Institute for Advanced Study in Princeton; hier verfasste er die grundlegende Monographie zu den Mosaiken von Antiochia. Nach dem Krieg kehrte er nach Italien zurück und begründete 1946 in Rom die „Direzione dell’Ufficio per le relazioni culturali presso il Ministero della Pubblica Istruzione“. Von 1947 bis Ende 1976 war er Direktor der Scuola Archeologica Italiana di Atene.
Bekannt geworden ist er vor allem als Ausgräber von Phaistos. 1960 begann er auch die Grabungen im karischen Iasos.
1956 wurde er korrespondierendes, 1968 ordentliches Mitglied der Accademia dei Lincei, 1967 außwärtiges Mitglied der Akademie von Athen, 1979 Ehrenmitglied des Deutschen Archäologischen Instituts.